# Дела Павла и Текле
Дела Павла и Текле или Историја Павла и Текле је апокрифни ранохришћански спис из 2. века .
Потврђено је не раније од Тертулијана (око 190), који каже да је презвитер из Азије написао Историју Павла и Текле, и да је свргнут након што је признао да га је он написао. Тертулијан се противио њеној употреби у заговарању права жене да проповеда и крсти. У делима о њеном мучеништву, Евгенија Римска у владавини Комода (180-192) наводи да је Текла узела за узор након читања текста, пре него што га је Тертулијан забранио . Јероним препричава податке из Тертулијана,  а због његове тачности у извештавању о хронологији, неки научници сматрају да је текст написан у 1. веку. 
Многи преживели примерци Дела Павла и Текле у грчком, а неки на коптском, као и позивање на рад између црквених отаца показују како је текс ширен . У источној цркви, приличан број примерака Дела Павла и Текле на грчком, сиријском и јерменском језику доказ је поштовања Текле из Иконије. Постоје и латинске, коптске и етиопске верзије, које се понекад увелико разликују од грчке.
Спис је познат Јерониму као "Путовања Павла и Текле"  Текст је сачуван у грчком изворнику у бројним кодексима, у два латинска превода, и у јерменском, старославенском и арапском преводу.
Спис приповеда како је апостол Павле у Иконијуму обратио Теклуи одушевио је за хришћанство, због чега је уследило низ невоља и за њу и за Павла. Чудесно је избегла прогонима и смрти, и коначно се настанила у Селеукији Изауријској .
По спису, Текла је проповедала хришћанство и крштавала. Спис у глави 3. даје опис Павловог телесног изгледа.
Могло би се рећи да је то »авантуристички роман« (Батиффол). Спис је приденио да се култ свете Текле јако проширио по Истоку и Западу. Не може се са сигурношћу утврдити, да је ли поштовање св. Текле произишло само из тога апокрифа, или има и историјски темељ.
По мишљењу неких аутора спис је био написан у круговима енкратита. Спис је извршио велики утицај на хришћанску књижевност и уметност.